# 辑宁楼
辑宁楼，位于中国甘肃省宁县，为一个省级文物保护单位，类型为古建筑。
辑宁楼的历史年代为清代。